# Basse-Ham
Basse-Ham (deutsch Niederham, 1940–1944 Niederhamm) ist eine französische Gemeinde mit 2318 Einwohnern (Stand 1. Januar 2022) im Département Moselle in der Region Grand Est (bis 2015 Lothringen). Sie gehört zum Arrondissement Thionville und zum Kanton Metzervisse.

## Geografie
Basse-Ham liegt etwa sieben Kilometer nordöstlich von Thionville an der Mosel auf einer Höhe zwischen 149 und 249 m über dem Meer. Im 10,05 km² umfassenden Gemeindegebiet mündet die Bibiche in die Mosel. Unweit des gegenüberliegenden Moselufers befindet sich das Kernkraftwerk Cattenom.
Zu Basse-Ham gehören die Ortsteile Haute-Ham (Oberham, 1940–1944 Oberhamm) im Westen und Saint-Louis im Süden der Gemeinde.

## Geschichte
Basse-Ham, das lange zum Herzogtum Luxemburg gehörte, kam nach dem Pyrenäenfrieden 1659 zu Frankreich. Von 1871 bis 1918 gehörte Niederham als Teil des Reichslandes Elsaß-Lothringen zum deutschen Kaiserreich. Zwischen 1940 und 1945 war die Gemeinde von Truppen des Deutschen Reiches besetzt. In dieser Zeit trug der Ort den Namen Niederhamm.

### Bevölkerungsentwicklung
| Jahr      | 1962 | 1968 | 1975 | 1982 | 1990 | 1999 | 2007 | 2019 |
| Einwohner | 1329 | 1895 | 2016 | 2141 | 1986 | 1883 | 2127 | 2226 |

## Sehenswürdigkeiten
Die Pfarrkirche Saint-Willibord, die auch im Wappen dargestellt ist, wurde im 18. Jahrhundert erbaut aber 1891 zerstört und danach bis 1893 nach den Plänen Conrad Wahns wieder aufgebaut. Im Zweiten Weltkrieg (1939–1945) wurde das Gebäude im November 1944 durch Bombardements schwer beschädigt. Von 1947 bis 1952 wurden Restaurierungsarbeiten durchgeführt.
Die Kapelle Notre-Dame wurde im 18. Jahrhundert errichtet. 1765 wurden Restaurierungsarbeiten durchgeführt. In der Kapelle stehen mehrere Skulpturen aus dem 18. Jahrhundert. Ein Kruzifix verschwand zwischen 1975 und 1984 aus der Kapelle. Eine Pietà und zwei Statuen, von denen eine Antonius von Padua, die andere Josef von Nazaret darstellt, sind erhalten, befinden sich aber in schlechtem Zustand. Eine weitere Statue zeigt die Heilige Klara von Assisi. Vor der Kapelle steht ein reich verzierter Bildstock, der 1614 errichtet wurde.
Die Kapelle Saint-Marc im Ortsteil Haute-Ham wurde 1956 erbaut, um eine alte Kapelle aus dem 12. Jahrhundert zu ersetzen, die 1955 zerstört worden war.

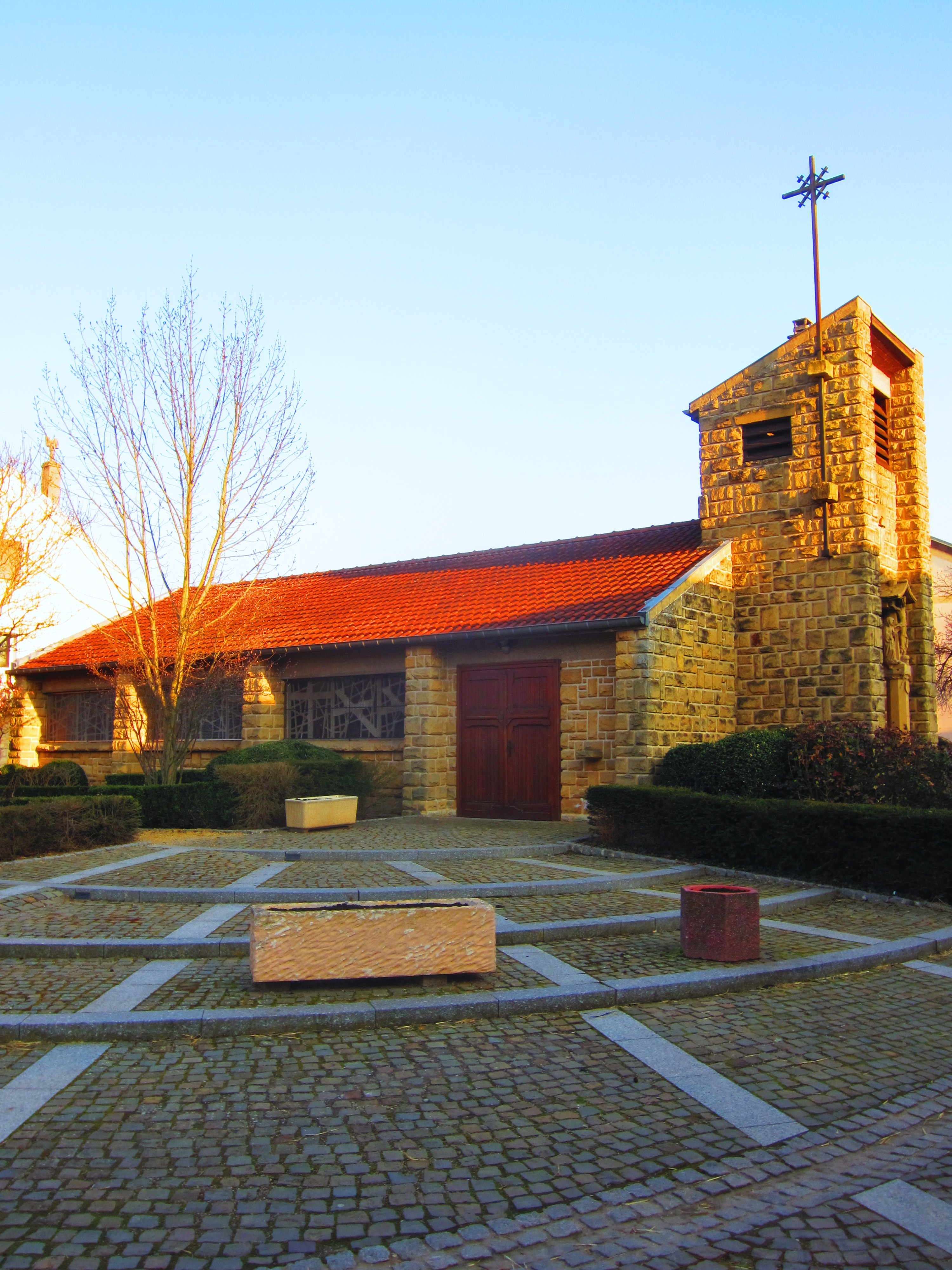
Kapelle Saint-Marc in Haute-Ham

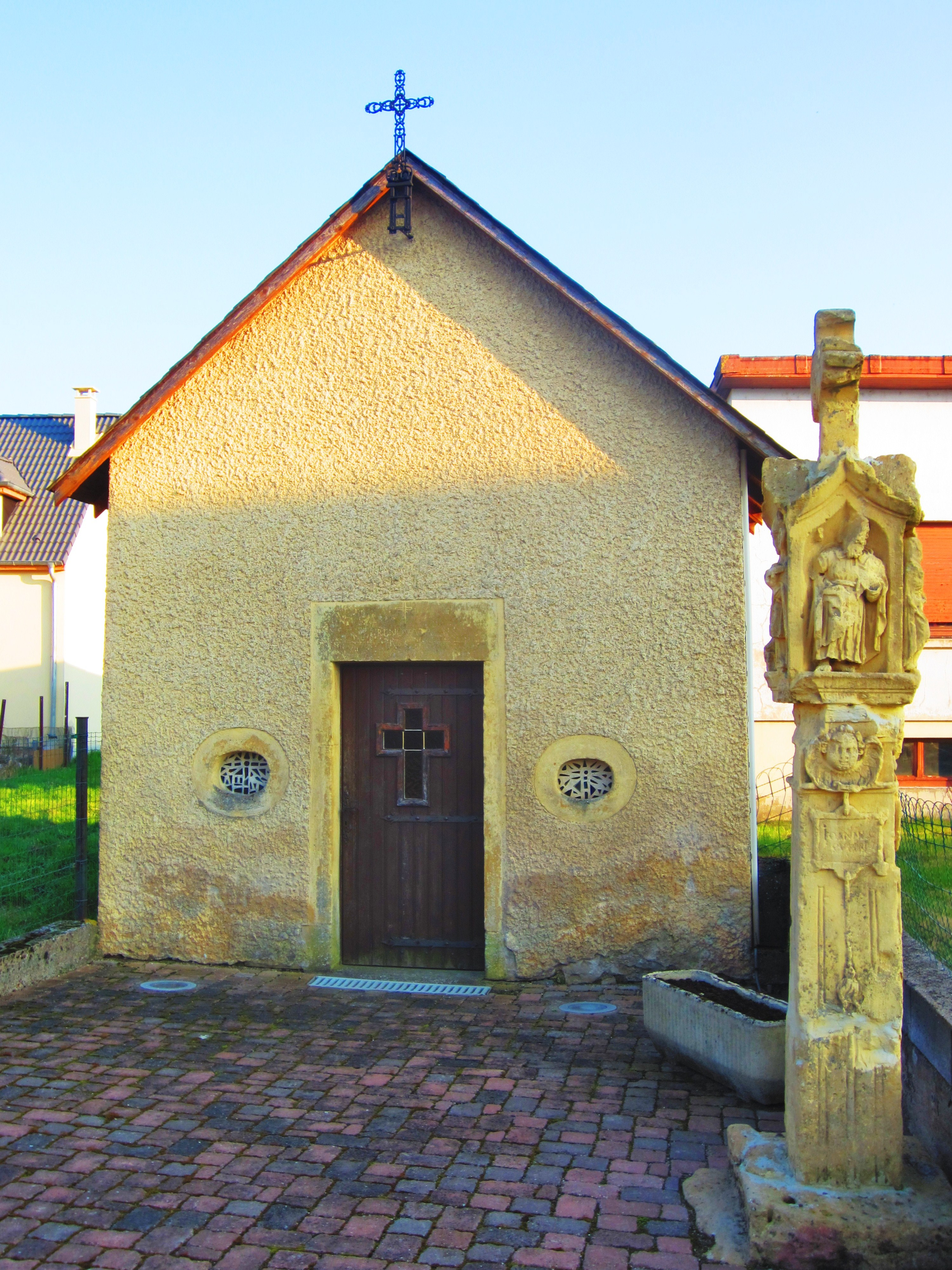
Kapelle Notre-Dame mit dem Bildstock aus dem 17. Jahrhundert